# Anna Sutherland Bissell
Anna Sutherland Bissell est une femme d'affaires canado-américaine qui est la première femme PDG aux États-Unis en tant que membre du conseil d'administration de la Bissell Corporation, connue pour ses balayeuses de tapis et ses aspirateurs.

## Biographie

### Origines et études
Anna Sutherland Bissell naît le 2 décembre 1846 à River John en Nouvelle-Écosse. Très tôt, sa famille déménage à De Pere dans le Wisconsin et s'y s'installe,.

## Carrière
À l'âge de 16 ans, Anna Sutherland Bissell est institutrice. Après avoir épousé Melville R. Bissell à 19 ans, elle s'associe à lui et ils fondent ensemble une entreprise de vaisselle et de porcelaine. Le site web du balai Bissell raconte que l'idée du balai vient du fait que Anna Sutherland Bissell s'est plainte à son mari de la sciure de bois qui s'accumulait dans leurs tapis et qui est difficile à enlever, ce qui l'a amené à apporter de grandes améliorations à une nouvelle invention appelée le balai à tapis. Lorsque son mari invente la balayeuse à tapis en 1876, elle devient vendeuse et voyage de ville en ville pour vendre la balayeuse.

## Président directrice générale
Après la mort de son mari en 1889, avec un enfant et cinq petits-enfants, Anna Sutherland Bissell reprend l'affaire et devient directrice générale de la société Bissell. Elle établit de nouvelles directives en matière de marques et de brevets et lance les balais à tapis Bissell sur le marché international. En 1899, elle créé la plus grande organisation de ce type au monde.
En 1919, Anna Sutherland Bissell devient également présidente de la société Bissell et en tant que présidente de la société et du conseil d'administration, elle introduit des politiques progressistes en matière de travail, notamment l'indemnisation des travailleurs et les régimes de retraite, bien avant que ces pratiques ne soient répandues dans l'industrie.

## Philanthropie
Anna Sutherland Bissell est membre fondateur du Ladies Literary Club, membre à vie du Women's City Club et membre active de Zonta. Elle a siégé au conseil d'administration du Clark Memorial Home et a été pendant des années la seule femme membre de la National Hardware Men's Association.
Bissell est une généreuse philanthrope. Elle est la première femme administratrice de l'Église épiscopale méthodiste et s'est impliquée activement dans la Bissell House, un programme de loisirs et de formation pour les jeunes et les femmes immigrées de Grand Rapids. Elle a également siégé au conseil d'administration de ce qui allait devenir la Blodgett Home for Children.

## Vie privée
Avec son mari Melville Reuben Bissell; Ils ont cinq enfants, Anna Dotelle Bissell (née en 1868), Lillie May Bissell (née en 1871), Melville Reuben Bissell (né en 1882), Harvey Bissell (1885) et Irving Joy Bissell (né en 1888). En 1889, son mari meurt d'une pneumonie.
Le 8 novembre 1934, Anna Sutherland Bissell meurt à Grand Rapids et est enterrée au cimetière Oakhill.

## Héritage
En juillet 2016, une statue de sept pieds (2,1 m) d'Anna Sutherland Bissell est dévoilée ; elle se situe à l'extérieur de la DeVos Place Grand Gallery à Grand Rapids au Michigan. La statue de bronze qui porte l'inscription Anna Bissell (1846-1934) est conçue par Ann Hirsch. Elle a été financée par la famille Peter Secchia,.
La maison d'Anna Sutherland Bissell, connue sous le nom de Bissell House à Grand Rapids n'existe plus et son emplacement est désormais occupé par la chaîne de télévision WOOD-TV affiliée à la NBC.